# 신장 군구
신장 군구(중국어 정체자: 新疆軍區, 영어: Xinjiang Military District)는 중국 인민해방군 육군의 부전구급에 해당하는 성급 군구, 그리고 베이징, 티베트와 함께 중앙군사위원회와 총연합참모부 직할 3개 군구 중이다.

## 역사
1949년 12월 17일, 설립되었다.
1955년 5월 1일, 13대군구 중의 하나로 지정되었다.
1985년, 대군구의 지위를 잃고 란저우 군구 산하 성급 군구가 되었다. 내부적으로는 부대군구급으로 분류된다.
2016년 2월, 신장 군구는 중국 인민해방군 육군 총부 직속 군구로 지정되었다.

## 조직 구조

신장 군구의 산하 조직도표 (2025년)

### 부서
- 參謀部, 참모부
- 政治工作部, 정치공작부
- 保障部, 보장부

### 군분구
军分区, 군분구, 중국어 간체자: 警备区, 정체자: 警備區, 한자음: 경비구
- 신장 군구 직속
  - 우루무치 경비구(중국어:中國人民解放軍新疆烏魯木齊警備區)
  - 커라마이 군분구
  - 스허쯔 군분구
  - 투루판 군분구
  - 하미 군분구
  - 창지 군분구
  - 이리 군분구
  - 타청 군분구
  - 아러타이 군분구
  - 보얼타라 몽골 자치주 군분구
- 난장 군구(중국어:中國人民解放軍南疆軍區) (남부 신장, 정군급)
- 신장 생산건설병단 군사부 (부군급)

### 기관
- 신장군구 총의원
- 제946육군병원
- 제947육군병원
- 제948육군병원
- 제949육군병원
- 제950육군병원
- 제951육군병원
- 제11종합훈련기지

### 직할부대

#### 2017년 이후
- 합성 제4사단(69220부대) - 쿠차시
- 합성 제6사단(69210부대) - 카슈가르시
- 합성 제8사단(69230부대) - 우쑤시
- 합성 제11사단(69240부대) - 우루무치시
- 특전 제84여단(69390부대) - 카슈가르시
- 육항 제84여단(69008부대) - 창지시
- 포병 제84여단(69250부대) - 우루무치시
- 방공 제84여단(69260부대) - 우루무치시
- 정찰정보 제6여단(32158부대) - 우루무치시
- 정보보장 제6여단
- 전자대항 제6여단(32159부대) - 우루무치시
- 자동차운송(汽車運輸) 제4여단 - 우루무치시
- 자동차운송 제3연대 - 우루무치시
- 통신 제1연대 - 우루무치시
- 통신 제2연대 - 우루무치시
- 화생방방호(防化 방화) 제2연대(69007부대) - 우루무치시
- 공병 제9연대(69006부대) - 우루무치시
- 某工兵團, 모공병단→건설공병연대 - 르투현
- 변방 제361연대
- 변방 제362연대 - 르투현
- 변방 제363연대
- 변방 제364연대
- 변방 제365연대
- 변방 제366연대
- 변방 제367연대
- 변방 제368연대
- 변방 제369연대
- 변방 제370연대
- 변방 제371연대
- 변방 제372연대
- 변방 제373연대
- 변방 제374연대
- 변방 제375연대 - 하미시 바리쿤 카자흐 자치현

#### 2017년 이전
- 군구 직할부대
  - 통신연대
  - 화생방방호연대
  - 전자대항연대
  - 공병 제9연대 - 우루무치시
- 육항 제3여단
- 특종작전여단 - 카슈가르시
- 제4자동화보병사단 - 쿠차시
- 제6자동화보병사단(고원 기계화 보병사단) - 카슈가르시
- 제8자동화보병사단 - 우쑤시
- 제11자동화보병사단  - 우루무치시
- 포병 제2여단(옛 포병 제13사단) - 우루무치현
- 독립 제1연대(특경연대(特警團)) - 우루무치시, 3개 장갑보병대대(裝步營) 및 1개 특전대대(特戰營)
- 독립 제2연대

## 시설
- 신장군구 총의원
- 제946의원
- 제947의원
- 제948의원
- 제949의원
- 제950의원
- 제951의원
- 제11종합훈련기지

## 같이 보기
- 북장 군구(중국어:中國人民解放軍北疆軍區), 신장 북부의 옛 군구